# ナンディ
ナンディ(Nadi)は、フィジー共和国・ビティレブ島西部の都市。その欧文スペルからナディとカナ表記されることもあるが、フィジー語での発音は「ˈnandi」であるのでナンディが相応である。フィジー最大の空港であるナンディ国際空港が立地する。

## 概要
人口は7万1047人（2017年）で、首都スバ、ラウトカに次ぐフィジー第3の都市である。国際空港があるため国内有数の観光都市となっており、リゾートホテルがデナラウ地区にたくさんある。
東京からの直行便があるため日本人観光客も多い。ナンディのメインロードでは、観光産業が盛んなため、道を歩くだけでも声を掛けられる。インド系の移民が多く、ヒンドゥー寺院やモスクもある。

## 交通

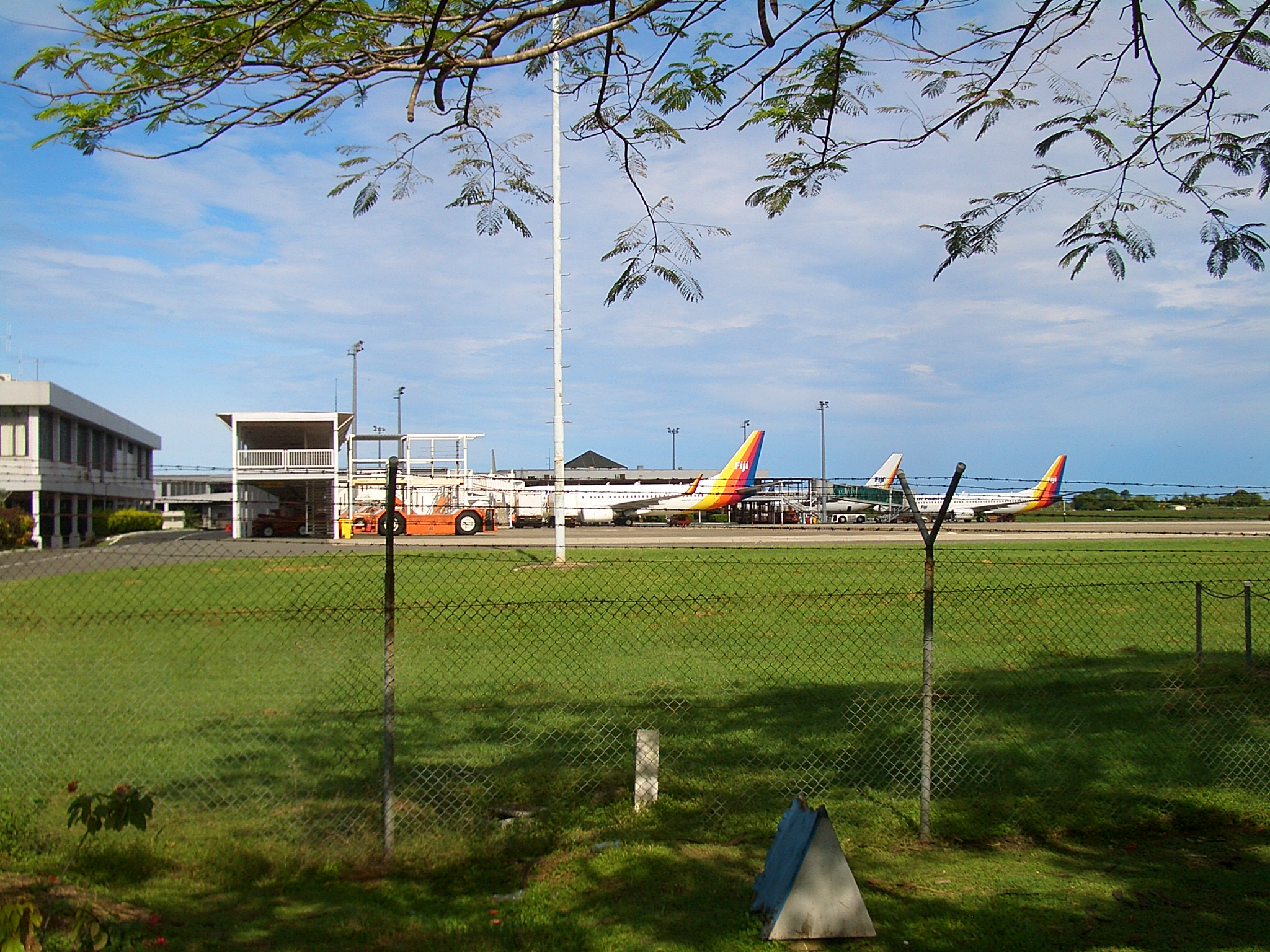
ナンディ国際空港

### 航空
ナンディ国際空港は市中心部の北東8kmに立地している。南太平洋諸国への玄関口として機能している。成田国際空港からフィジー・エアウェイズが週3便で乗り入れている。
また、カンタス航空、ニューギニア航空やエア・ニュージーランドなどが乗り入れている。1980年代までは日本航空も乗り入れていた。

### 陸上交通

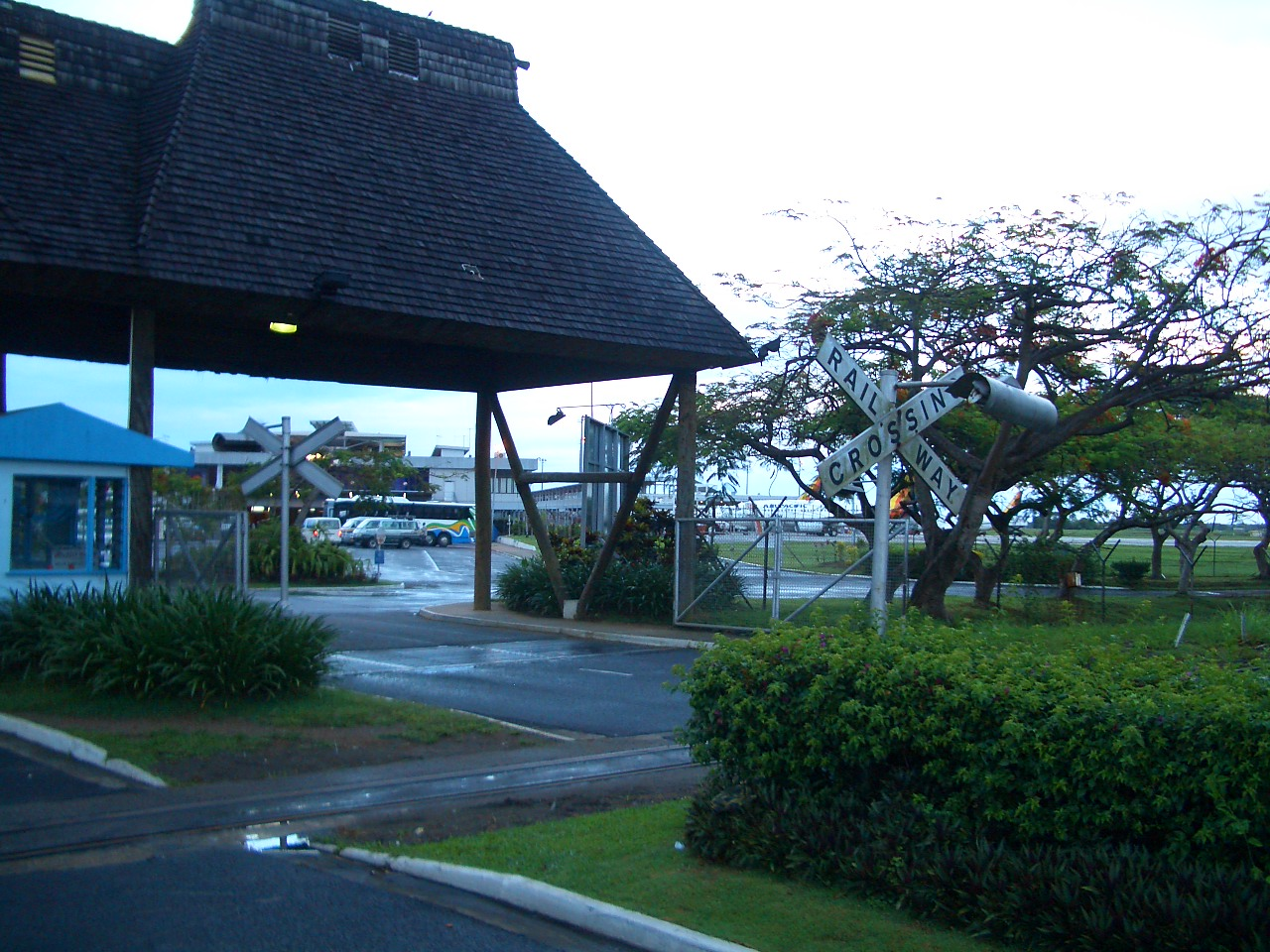
ナンディ国際空港ゲートとサトウキビ運搬鉄道の線路

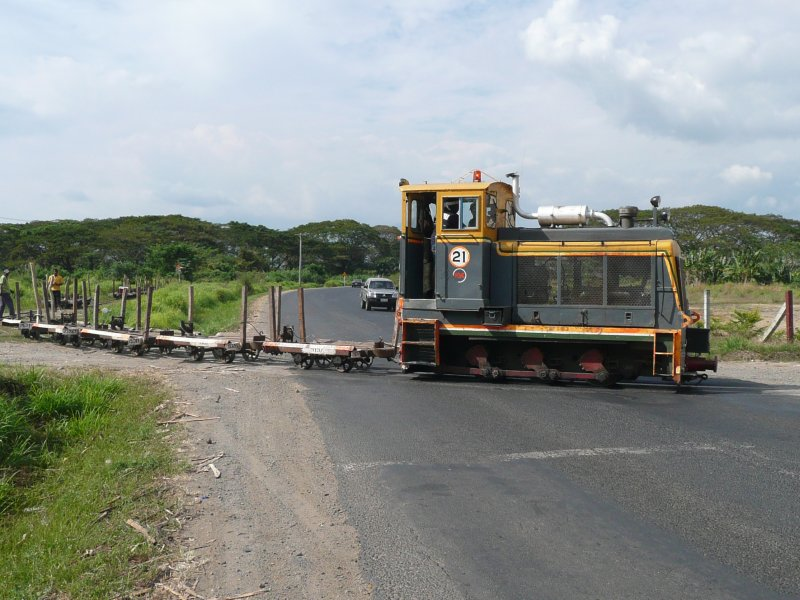
サトウキビ運搬鉄道

自家用車など自動車の数も多いが、道路の整備が遅れているため渋滞がたびたび起きている。

#### 鉄道
サトウキビ運搬鉄道が収穫期のみ運行される。

#### バス
市街地北部のバスターミナルからラウトカ、シンガトカ等の都市向けの路線バス及び空港行きのバスが存在する。

#### タクシー
市内を走るタクシーの大半は日本からの中古であり、日本で使われたタクシー会社からの廃車体を再利用した上でかつ日本時代の塗装をそのままにして活躍している。